# Гладковская
Гладковская — станица в Крымском районе Краснодарского края, входит в состав Кеслеровского сельского поселения.

## География
Расположена в горно-лесной зоне (дуб, граб), в 20 км северо-западнее города Крымск. Виноградники.

## Население
| 1999 | 2002 | 2010 |
| ---- | ---- | ---- |
| 386  | ↘337 | ↘298 |

## История
Хутор Ново-Благовещенский (Новоблаговещенский) основан в 1900 году, казаками хутора Благовещенский (современная станица Благовещенская).
Не позже 1912 года хутор получил статус станицы и название Гладковская в честь Осипа Гладкого. На 1918 год в станице было около 200 дворов.

## Люди, связанные со станицей
- Корбе, Лев Сергеевич (1894—1915) — хорунжий 2-го Лабинского полка, георгиевский кавалер. Был похоронен в станице.

### Карты
- [web.archive.org/web/20040912183544/mapl37.narod.ru/map1/il37112.html Топографические карты/ L-37-112. Новороссийск — 1 : 100 000]